# Occhi a mandorla/Un bacio no due baci no
Occhi a mandorla/Un bacio no due baci no è un singolo della cantante italiana Dori Ghezzi pubblicato nel 1970 dalla casa discografica Durium.

## Descrizione
Con il brano Occhi a mandorla la cantante partecipa per la prima volta al Festival di Sanremo 1970 in coppia con Rossano non arrivando alla serata finale.

## Tracce
1. Occhi a mandorla (Di Piero Soffici e Vito Pallavicini)
2. Un bacio si due baci no (Di Alberto Testa, Corrado Conti e Franco Cassano)